# Concile de Narbonne (1227)
Pour les articles homonymes, voir Concile de Narbonne.
Le concile de Narbonne est un concile provincial qui s'est tenu à Narbonne pendant le carême de l'année 1227. Ses buts étaient la lutte contre l'hérésie cathare, l'introduction localement de réformes religieuses ainsi que de nouvelles mesures coercitives contre les Juifs.

## Contexte
À l'occasion des conciles de Montpellier (25 août 1224) et de Bourges (30 novembre 1225), Raymond VII, comte de Toulouse, prend l'engagement de se soumettre et de lutter contre les cathares, mais ces promesses n'empêchent pas l'organisation d'une nouvelle « croisade » contre lui. Louis VIII, roi de France, intervient au sud, prend Avignon, reconquiert les trois vicomtés Trencavel qu’il rattache à la Couronne et transforme en sénéchaussées, soumet le Toulousain, mais meurt le 8 novembre 1226 à Montpensier, lors de son retour. Le nouveau roi, Louis IX est encore un enfant âgé de douze ans, et une nouvelle croisade n'est pas envisageable. La régente, Blanche de Castille, délègue Humbert V de Beaujeu pour administrer les trois vicomtés, devenues sénéchaussées royales, mais ne peut envisager la conquête du comté de Toulouse.

## Le concile
C'est pour ces raisons que Pierre Amiel, archevêque de Narbonne, décide de réunir un concile provincial pendant la carême de l'an 1227 et également pour introduire des réformes ecclésiastiques, donc quelques-unes sont de nature antijudaïque.
Les canons adoptés sont les suivants :
1. Les excommuniés encourent une amende de 9 livres et 1 denier. S’ils restent excommuniés pendant plus d’un an, leurs biens sont confisqués ;
2. Les Juifs qui perçoivent des intérêts usuraires sur des chrétiens doivent les rendre, ils ne peuvent avoir d’esclaves chrétiens, sont inhabiles à tous les emplois, ne peuvent vendre ou manger ouvertement de la viande pendant les jeûnes et ne peuvent vendre dans les boucheries des chrétiens de la viande casher ;
3. Les Juifs doivent porter la rouelle, un insigne en forme de roue pour être distingués des chrétiens, les dimanches et fêtes, ils ne travaillent pas en public, et ne peuvent pas sortir de chez eux pendant la semaine sainte sauf cas de nécessité. Les évêques doivent les protéger des mauvais traitements ;
4. Chaque famille juive payera 6 deniers à l’église paroissiale à Pâques ;
5. Les testaments doivent être faits en présence de témoins chrétiens, et du curé ou d’un clerc, sous peine de privation de sépulture chrétienne ;
6. Tout parjure doit être dénoncé à l’église et s’il ne fait pas amende honorable, il sera excommunié et privé du droit de tester et d’une sépulture chrétienne. Il en est de même pour les faux témoins ;
7. Les confesseurs dresseront une liste de ceux qui viennent se confesser afin de pouvoir en témoigner. Celui qui ne se sera pas confessé chaque année à partir de l’âge de 14 ans sera exclu de l’église et privé de sépulture chrétienne ;
8. Les dimanches et jours de fêtes, les usuriers, incestueux, concubinaires, adultères, voleurs et ceux qui n’exécutent pas les dernières volontés des défunts seront excommuniés ;
9. Aux termes du canon 32 du 4e concile de Latran, ceux de qui relèvent les églises doivent présenter aux évêques des personnes idoines pour les desservir et leur assigner des revenus suffisants ;
10. Suivant le canon 31 du 4e concile de Latran, il n’y aura pas moins de trois moines ou chanoine réguliers dans chaque église ;
11. Les moines, chanoines réguliers et prêtres ne peuvent être avocats, sauf en faveur de leur église ou des pauvres ;
12. Les clercs ne peuvent pas être soumis aux tailles et autres redevances ;
13. Les nouveaux péages et taxes analogues seront prohibés par les juges ecclésiastiques ;
14. Les évêques établiront dans chaque paroisse des témoins synodaux qui enquêteront sur l’hérésie et en réfèreront à l’évêque ;
15. Tous les dépositaires de l’autorité publique devront renier les hérétiques, leurs fauteurs et receleurs ;
16. On enlèvera aux hérétiques les fonctions publiques dont ils sont titulaires ;
17. On promulguera dans chaque église paroissiale et chaque dimanche l’excommunication contre le comte Raymond, le comte de Foix et le vicomte de Béziers Trencavel, ceux qui leur donnent créance, faveur défense ou asile, ceux qui après avoir juré foi au roi Louis de pieuse mémoire se sont ensuite séparés de l’Église et enfin ceux qui fournissent aux hérétiques armes subsides et chevaux ;
18. Les archiprêtres, prévôts, abbés et tout autres ayant charge d’âmes devront avoir reçu la prêtrise et faire leur service ;
19. Conformément au canon 62 du 4e concile de Latran, on ne laissera pas prêcher les quêteurs dans les églises, mais seulement y lire leur lettre, s’ils en ont ;
20. Dans les années bissextiles, la fête de Saint Matthias[5] doit toujours se célébrer un jour plus tard. Les quatre temps de l’automne commenceront le troisième mercredi de septembre, le concile provincial aura lieu tous les ans, le dimanche de Lætare (quatrième dimanche de carême).